# Rudolf Slánský
Rudolf Slánský, eig. Zaltsman (Nezvěstice, 31 juli 1901 - Praag, 3 december 1952), was een Tsjecho-Slowaaks politicus en slachtoffer van het stalinisme.
Slánský was van Joodse afkomst. Hij bezocht de handelshogeschool en sloot zich aan bij de Communistische Partij van Tsjecho-Slowakije. In 1924 werd hij hoofdredacteur van de partijkrant Rudé Pravó. In 1929, ten tijde van het Vijfde Partijcongres, werd hij in het Centraal Comité van de partij gekozen en sedertdien gold hij als vertrouweling van Klement Gottwald, de communistenleider.
In 1935 werd Slánský in de Nationale Vergadering (parlement) gekozen, een post die hij in 1938 als gevolg van het verbod op de communistische partij moest prijsgeven. In hetzelfde jaar week hij uit naar het buitenland. In 1943 was hij lid van de delegatie - die president Edvard Beneš voorzat - die met de geallieerden onderhandelde over de naoorlogse condities in Tsjecho-Slowakije. 
Slánský keerde aan het einde van de Tweede Wereldoorlog naar Tsjecho-Slowakije terug en nam van 1944 tot 1945 actief deel aan het verzet tegen de bezetter in Slowakije. Na de oorlog rees zijn ster binnen het partijapparaat en in 1945 werd hij tot secretaris-generaal van de Communistische Partij van Tsjecho-Slowakije gekozen. In hetzelfde jaar vloog hij met president Edvard Beneš naar Moskou om deel te nemen aan de besprekingen met Stalin.
In 1948 was hij nauw betrokken bij de coup die de communisten aan de macht bracht en waarna Klement Gottwald, de voorzitter van de Communistische Partij van Tsjecho-Slowakije, president werd. Slánský steunde de zuiveringen binnen de partij die daarna volgden, maar wist niet dat men ook bezig was "belastend" materiaal tegen hem te verzamelen. In september 1951 werd hij als secretaris-generaal van de partij afgezet en kreeg hij de minder invloedrijke post van vicepremier. In oktober 1951 werd hij echter gearresteerd en gevangengezet. Van 20-27 november 1952 stond hij met dertien anderen terecht, van wie 11 Joods waren. De groep werd beschuldigd van o.a. titoïsme, zionisme en nationaalcommunisme. Slánský en de groep werden tevens beschuldigd van een samenzwering tegen de staat. Slánský en 10 anderen werden ter dood veroordeeld, de overige 3 werden tot levenslange gevangenisstraf veroordeeld. 
Op 3 december 1952 werd Rudolf Slánský opgehangen.

## Bron
- Onze Jaren (1972/1975)
- Jaarboek 1952 en 1953 Winkler Prins

- Bibsys: 90576302
- Bibliothèque nationale de France: cb12050004v (data)
- Gemeinsame Normdatei: 118748424
- International Standard Name Identifier: 0000 0000 8005 3081
- Library of Congress Control Number: n50013004
- Nationale Bibliotheek van Tsjechië: jk01111803
- Nationale Bibliotheek van Israël: 987007301239305171
- Nederlandse Thesaurus van Auteursnamen: 071288724
- Système universitaire de documentation: 028722663
- Virtual International Authority File: 30332287
- WorldCat: E39PBJd8bVpCFMCwjJv79KYgKd